# Zuidoost ('s-Hertogenbosch)
Zuidoost is een stadsdeel in de gemeente 's-Hertogenbosch, in de Nederlandse provincie Noord-Brabant.
In het noorden grenst het stadsdeel aan Graafsepoort en Rosmalen Zuid, in het westen aan de Binnenstad. In het oosten grenst het stadsdeel aan de gemeente Sint-Michielsgestel en in het zuiden ook aan de gemeente Vught. In het zuiden van het stadsdeel bevindt zich het natuurgebied Het Bossche Broek.
| Wijk                        | Inwoners (2007) |
| --------------------------- | --------------- |
| Het Bossche Broek           | 0               |
| Zuid                        | 3780            |
| Pettelaarpark               | 0               |
| Bazeldonk                   | 1560            |
| De Bossche Pad              | 590             |
| Grevelingen                 | 630             |
| Aawijk-Zuid                 | 4010            |
| Bedrijvenpark De Brand      | 0               |
| Eikendonk en Kloosterstraat | 10              |
| De Meerendonk               | 20              |
| Bedrijventerrein-Zuid       | 20              |
| De Gestelse Buurt           | 1220            |
| Totaal (2007)               | 11840           |

Noord-Brabant: Steden en dorpen      Nederland: Provincies · Gemeenten